# بني خالد (سمالوط)
قرية بني خالد  هي إحدي القرى التابعة لمركز سمالوط بمحافظة المنيا في جمهورية مصر العربية.

## التاريخ
قرية بني خالد من القرى الحديثة، حيث فُصلت عن ناحيتي السريرية وجبل الطير سنة 1350هـ/1931م.